# Błogosławiony błąd
Błogosławiony błąd – pojęcie z zakresu dydaktyki matematyki, oznaczające użycie błędu do pozytywnych celów dydaktycznych, utworzone przez Annę Zofię Krygowską.
Zdaniem Krygowskiej nauczyciel matematyki nie powinien unikać błędów uczniów, nie powinien ich ignorować. Błędy ucznia w matematyce wykorzystane pozytywnie są zjawiskiem pożądanym i wartościowym. We współczesnej dydaktyce, w której jest miejsce na samodzielne poszukiwanie przez uczniów rozwiązań, sposobów, hipotez, gdzie jest miejsce na twórczość, w której dominują zadania mające wiele różnych prawidłowych rozwiązań, błąd nie musi być porażką, lecz pomaga lepiej zrozumieć problemy, istotę danego zagadnienia, a także własne strategie rozwiązywania problemów. Można uczyć się także na błędach innych – nauczyciele często powtarzają uczniom np. skupcie się, ponieważ w tym miejscu uczniowie często popełniają błędy na sprawdzianie, popatrzcie jeszcze raz.
Błędy uczniowskie na lekcjach matematyki określa się błogosławionymi, gdy można je wykorzystać jako punkt wyjścia do badań, analiz, wnioskowania, kształcenia rozumowań matematycznych uczniów, a także ich aktywnej, poszukującej postawy. Uczniowski błąd tworzy bardzo dobrą sytuację dydaktyczną, którą można rozpocząć cały ciąg kształtujących rozumowań.
Błogosławiony błąd ucznia może prowadzić także do odkrywania nowych definicji lub faktów i twierdzeń matematycznych. Przykładowo, dzięki błędom uczniowskim, można odkryć prawo łączności mnożenia.

## Przykłady

### Przykład 1
Krygowska rozważała reakcje nauczycieli na następujący błąd ucznia:
{\displaystyle {\sqrt[{3}]{\sin ^{3}\alpha +\cos ^{3}\alpha }}=\sin \alpha +\cos \alpha }
i opisała je następująco.

Jeden nauczyciel poleca innemu uczniowi poprawić błąd. Drugi żąda od ucznia uzasadnienia wykonanego przekształcenia. Trzeci przekonuje ucznia, że zapisana równość jest fałszywa, np. poprzez podstawienie {\displaystyle \alpha =45^{\circ }.} Czwarty poleca uczniowi sprawdzić, czy rzeczywiście pierwiastek trzeciego stopnia z wyrażenia {\displaystyle \sin ^{3}\alpha +\cos ^{3}\alpha } równa się {\displaystyle \sin \alpha +\cos \alpha ,} żądając podniesienia wyrażenia {\displaystyle \sin \alpha +\cos \alpha } do sześcianu i porównania wyniku z wyrażeniem {\displaystyle \sin ^{3}\alpha +\cos ^{3}\alpha .} Walory tych posunięć nie są metodycznie jednakowe. W pierwszym przypadku korzyść dla tego, kto zrobił błąd, jest najmniejsza. W drugim przypadku uczeń, nie znajdując wśród przyswojonych reguł takiej, która by uzasadniała wykonane przekształcenie, przekonuje się, że postąpił bezprawnie, ale o istocie błędu nie dowiaduje się jeszcze niczego. Trzeci sposób jest sprawdzeniem przez kontrprzykład. Uczeń stwierdza, że napisana przez niego równość jest fałszywa, ale nie widzi, dlaczego tak jest. Natomiast w czwartym przypadku nauczyciel osiąga to, że uczeń sam stwierdza błąd, rozumie jego istotny powód, pogłębia i utrwala pojęcie pierwiastka i potęgi oraz jeszcze raz uprzytamnia sobie związek między tymi pojęciami.

### Przykład 2[4]
Uczeń ma rozwiązać zadanie tekstowe, w którym na odcinku dwóch kilometrów nachylenie drogi wynosi 8%. Zadaniem ucznia jest znalezienie różnicy wysokości między szczytem wzniesienia a początkiem drogi. Uczeń ten rysuje matematyczny model sytuacji z zadania, czyli trójkąt, w pewnym momencie jednak zamiast funkcji tangens używając funkcji sinus.

#### Niewykorzystanie błędu ucznia (niewłaściwe reakcje nauczyciela)
Reakcja pierwsza
Nauczyciel ograniczył się do stwierdzenia, że uczeń źle zdefiniował funkcję tangens, ponieważ pomylił ją z sinusem, więc rozwiązanie jest nieprawidłowe. Następnie nauczyciel przeszedł do rozwiązywania kolejnych zadań.
Reakcja druga
Nauczyciel stwierdził, że dla kątów o niewielkiej mierze wartość tangensa jest w przybliżeniu równa wartości sinusa, więc może zaakceptować to rozwiązanie. Następnie nauczyciel przeszedł do rozwiązywania kolejnych zadań.
W obu przypadkach nie został wykorzystany błąd ucznia. Przedstawione sytuacje nie wykorzystują potencjału uczniów ani okazji, by ich matematycznie uaktywnić.

#### Wykorzystanie błogosławionego błędu (właściwa reakcja nauczyciela)
1. Nauczyciel dostrzega błąd i stwierdza, że całą następną lekcję poświęci dyskusji nad tym zadaniem.
2. Nauczyciel wyświetla rozwiązanie poprawne oraz rozwiązanie błędne. Pyta: Wygląda na to, że jeśli uczeń odwoływał się do definicji nachylenia drogi oraz funkcji trygonometrycznych, to zrobił błąd, bo zastosował tu niewłaściwą funkcję. Co o tym sądzicie? Uczniowie dyskutują.
3. Nauczyciel pyta o to, dlaczego jednak jego wynik był prawidłowy. Czy to przypadek?
4. Następuje porównanie wartości sinusa oraz tangensa kąta ostrego w trójkącie prostokątnym. Nauczyciel może przygotować w tym celu interaktywną prezentację, np. w GeoGebrze. Można wykorzystać tablicę interaktywną. Uczniowie sami odkrywają, że dla kątów o niewielkiej mierze wartości te są w przybliżeniu równe.
5. Uczniowie wspólnie z nauczycielem próbują doprecyzować, jaka miara kąta jest wystarczająco mała, by móc mówić, że wartości te są w przybliżeniu równe. Odkrywają, że jest tak dla kątów mniejszych niż 9°.
6. Uczniowie odkrywają, że zadanie spełnia to założenie, więc mogli skorzystać z tego przybliżenia.
7. Odwołanie się do definicji. Sprawdzenie, który ułamek jest większy i która z funkcji (sinus, czy tangens) szybciej rośnie.
8. Przy pomocy kalkulatora graficznego uczniowie obserwują jak wyglądają wykresy tych funkcji na przedziale od 0° do 9°. Obserwacje geometryczne potwierdzają wcześniejsze obserwacje algebraiczne uczniów.
9. Uogólnienie problemu: czy podobna własność zachodzi dla innych funkcji trygonometrycznych?
10. Podsumowanie zalet i wad tego rozwiązania. Nauczyciel pyta też uczniów, czy ich zdaniem takie rozwiązanie byłoby ocenione na maturze pozytywnie.